# Amniomancja

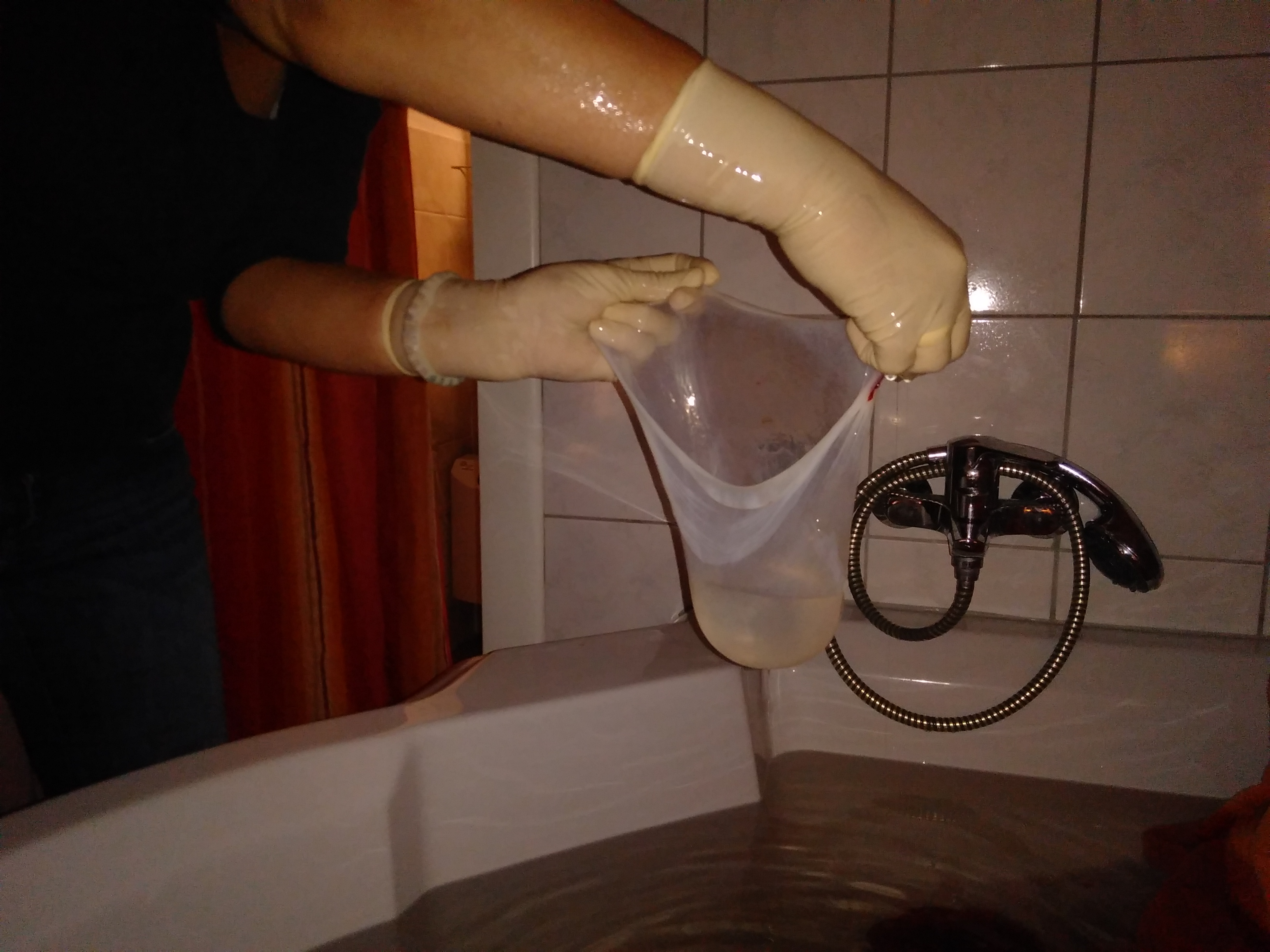
Część błon płodowych człowieka nazywana czepkiem.

Amniomancja – metoda wróżbiarstwa, w której przewiduje się przyszłe życie dziecka na podstawie czepka, który pokrywa jego głowę przy narodzinach. Kolor i konsystencja czepka są używane do interpretacji przyszłości. Żywy kolor ma odzwierciedlać barwne życie, a blady nieciekawe.
Słowo amniomancja pochodzi od łacińskiego słowa amnion, oznaczającego owodnię. Uważa się, że francuskie przysłowie Il est né coiffé, istniejące także w języku polskim (w czepku urodzony) pochodzi z tej praktyki.